# AKAT-1
AKAT-1 ist ein historischer Analogrechner aus den 1950er Jahren. Er wurde im Jahre 1959 von Jacek Karpiński und Janusz Tomaszewski entwickelt und war der weltweit erste transistorbasierte Differentialanalysator.

## Hintergrund
Karpiński baute den Rechner am Institut für Automatik der Polnischen Akademie der Wissenschaften. Das Ziel bestand in der Simulation dynamischer Prozesse wie Wärmeübertragung und Mechanik von Stoßdämpfern.
Das Gerät gilt in der Technikgeschichte als besonders innovativ. Nach Maciej Sysło müsse anerkannt werden, dass Karpińskis Bemühungen ähnlichen Geräten vorausgingen.
Auch die Ästhetik der Gestaltung wurde hervorgehoben. Die Konsole, die von den führenden polnischen Künstlern und Designern Emil Cieślar, Olgierd Rutkowski, Stanisław Siemek und Andrzej Wróblewski entworfen wurde, soll „alle Funktionen auf innovative Weise in einer kongruenten und attraktiven Form, die künftige Trends vorwegnahm, vereinen“.
Die Maschine war sehr populär und wurde in Polen in Film und Fernsehen aufgenommen.

## Produktion
Der AKAT-1 wurde nur als Prototyp realisiert. Eine Massenproduktion kam aus politischen Gründen nicht zustande. Ein Prototyp des Rechners ist im Nationalen Technikmuseum in Warschau ausgestellt.